# Васил Захариев (метеоролог)
Васил Иванов Захариев е български физик, метеоролог. Той е първият български изследовател и единствен, участвал през цял период на антарктическа експедиция – XIII САЕ (1967 – 1969). Затова е наречен от международни учени „първия български полярник“.

## Биография
Васил Захариев е роден на 12 март 1929 г. в село Габрешевци, Кюстендилско. През 1953 г. завършва специалност физика в Софийския университет „Св. Климент Охридски“. През 1954 – 61 г. е началник на Областната хидрометеорологична служба в Кюстендил.
От 1961 г. е научен сътрудник, през 1970 г. е избран за старши научен сътрудник II степен (доцент), а през 1988 г. – за старши научен сътрудник I степен (професор). Захариев завършва аспирантура в Гидрометцентр в Москва, Русия при видния учен чл.-кор. И. А. Кибел и през 1972 г. получава научната степен кандидат на физико-математическите науки. Дисертационната му работа е на тема „Локальный краткосрочный прогноз погоды при помощи решении полных уравнений гидротермодинамики“, която е една от първите в областта на мезометеорологичните прогнози на времето.
Цялата му трудова дейност протича в Хидрометеорологичната служба и Институт по хидрология и метеорология при БАН – от специалист-метеоролог до ръководител на филиала в гр. Кюстендил. През 1961 г. след конкурс става научен сътрудник по синоптична метеорология.
През 1967 – 1969 г. участва като представител на БАН в работата на XIII съветска антарктическа експедиция, където работи като синоптик по издаване на краткосрочни прогнози на времето за Антарктида и цялото Южно полукълбо. Същевременно участва в изследванията на атмосферната циркулация над южнополярната област, климата и ледниковите процеси на Антарктида. В резултат на тези научни изследвания на Южнополярния континент през 1980 г. защитава докторска дисертация на тема „Физико-географические аспекты климата и оледенения Антарктиды" и получава научната степен доктор на географските науки.
В продължение на 20 години (1970 – 1990) е ръководител на секция „Синоптична и динамична метеорология“ и на секция „Физика на снега и лавини“ на ИХМ при БАН. От 1972 г. до 1982 г. е заместник-директор, а от 1982 до 1990 г. – директор на ИХМ и заместник-началник по наука на ГУХМ.
Васил Захариев е член на Комисията по атмосферни науки при СМО и на експертната работна група по Антарктична метеорология при изпълкома на СМО, ръководител на работната група по Космическа метеорология на програмата Интеркосмос и др.
Васил Захариев активно работи в редица научни области на метеорологията и климатологията. Публикува над 150 научни статии в България и в чужбина. Автор е на 6 книги в областта на метеорологията и геофизиката. Ръководител е на 6 аспиранти. Има доклади в над 60 международни и национални научни конференции и симпозиуми. Педагогическата му дейност протича в Софийския университет (1979 – 1990), Варненския свободен университет (1991 – 1997), от началото на 1990-те до 2006 г. в Новия български университет и от края на 1990-те до 2006 г. в Русенския университет „А. Кънчев“. Написва 4 учебника по метеорология, климатология, замърсяване на въздуха и хидрология (с Б. Райкова).
Основните научни области, в които работи Васил Захариев, са: прогностична метеорология (числени прогнози), статистическа структура на метеорологичните полета, физика на средната атмосфера, космическа метеорология, география на Антарктида, екология на атмосферата. Във всички тях има постигнати определени постижения: полага основите на численото прогнозиране на времето в страната през 1964 г., създава група за числено моделиране на атмосферните процеси, мезометеорологични прогнози, числена краткосрочна прогноза на ветровото вълнение в Черно море и др. Пръв започва изследване на статистическата структура на приземните метеорологични полета в България във връзка със задачата за оптимизация на мрежата от метеорологични станции. Подобна методика е приложена и за мрежата от станциите за ракетно сондиране на атмосферата. Установените резултати се използват в програмата Интеркосмос и КОСПАР.
Захариев е инициатор и организатор за построяване на станцията за ракетно сондиране на атмосферата в Ахтопол, която работи през периода 1982 – 1991 г. Въз основа на ракетните данни от станция Ахтопол са изследвани атмосферните процеси над Югоизточна Европа, направен е емпиричен модел на атмосферата до 100 км, изучени са зимните стратосферни затопляния над Балканския полуостров.
Той е ръководител и участник в международен експеримент по изучаването на замърсяването от единичен източник (Варна, 1973 г.), както и по изучаването на антропогенното замърсяване при градски условия, международен експеримент в шелфовата зона на Черно море (1977 – 1979), изследване на средната атмосфера по ракетни данни над Европа (1985 – 1988) по програма Интеркосмос и др.
Носител е на орден „Кирил и Методий“ I степен (1979). Проф. д-р Васил Захариев завършва своята творческа и жизнена дейност на 14 ноември 2006 г.
С указ N164 от 31 май 2016 г. на Президента на Република България един връх в Антарктика е наименуван на Васил Захариев (координати 65°10'42.0" ю.ш., 62°03'19.0" з.д.)